# La búsqueda de la estrella
"La búsqueda de la estrella" es una canción compuesta por el músico argentino Luis Alberto Spinetta, incluida en su primer álbum solista Spinettalandia y sus amigos de 1971. Cuando RCA reeditó el álbum en 1981 sin la supervisión de Spinetta, lo tituló La búsqueda de la estrella.
El tema está interpretado exclusivamente por Spinetta, quien canta y toca el piano.

## Contexto
Luego de la separación de Almendra en septiembre de 1970, Spinetta vivía una etapa de definición estética y de vida que él mismo considera su «etapa más oscura» y «caótica». Se había roto su relación con Cristina Bustamante, de la que estaba profundamente enamorado y se involucró fuertemente con un grupo de músicos y personas del ambiente artístico, con alto consumo de drogas, que le resultaría muy costoso emocionalmente. En ese grupo se destacaba Pappo, con quien Spinetta estableció una relación de mucha admiración y afecto, que terminaría en ese momento con un fuerte resentimiento mutuo, aunque luego se atenuó con el paso de los años.
Pappo expresaba un modo "pesado" de asumir el rock y la vida, basado en el blues, que se oponía al camino comercial que el éxito y la fama de Almendra le ofrecían a Spinetta, impulsado por la empresa discográfica RCA. Spinetta rechazó radicalmente el camino comercial y entró de lleno al círculo de Pappo y el sello Mandioca. En la segunda mitad de 1970 Pappo y Spinetta llegaron a formar un trío blusero con el nombre de Agresivos, en el que Luis Alberto tocaba el bajo y al cual se sumó Héctor "Pomo" Lorenzo, en batería. Intentó formar también una banda con Edelmiro Molinari, Pomo Lorenzo y Carlos Cutaia con el nombre de Tórax.

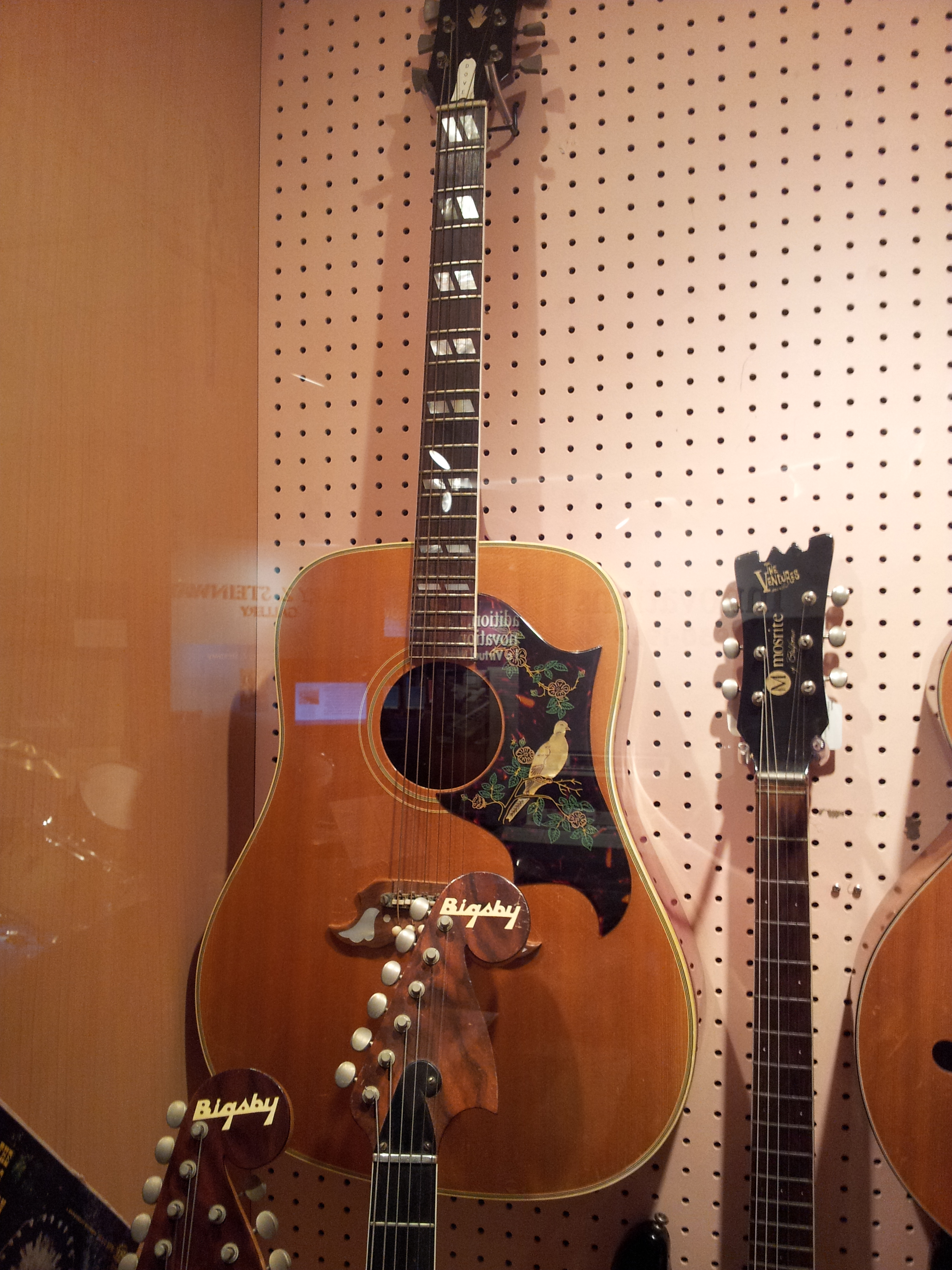
Guitarra acústica Gibson Dove idéntica a la que Spinetta usó en Almendra y Spinettalandia. "Para mí era una forma de mostrarle a Pappo que no existían solamente las guitarras con el volumen al mango".

En ese momento Spinetta decidió grabar Spinettalandia y sus amigos, su primer álbum solista. Lo hizo justamente con Pappo y Pomo Lorenzo, sumando también a Miguel Abuelo en algunos temas. El álbum expresa ese momento de opción estética y de vida que le estaba proponiendo Pappo, dilema que es el eje del tema de Papo "Castillo de piedra". El disco, a la vez de ser un experimento sobre música aleatoria -algo que Spinetta ya deseaba hacer con Almendra-, fue también un castigo para la opción comercial con que lo presionaba la empresa discográfica RCA, que lo intimaba a cumplir con el tercer álbum comprometido en el contrato firmado para Almendra. Spinetta decidió entonces hacer un «antidisco», "que no se lo pudieran vender a nadie", como él mismo lo definió.
La grabación se realizó en 30 horas consecutivas de estudio durante el mes de febrero de 1971, con una gran cantidad de invitados y personas amigas en el estudio, sin cuidar de hacer silencio, con las letras siendo escritas ahí mismo.

Yo quería hacer un ritual: realizar músicas en estado casi tribal.
Luis Alberto Spinetta

Las drogas -en especial el ácido lisérgico (LSD)- el sexo y el hippismo, íntimamente ligados a la psicodelia, jugaron también un papel importante en esa época de Spinetta y de su relación estrecha con Pappo y el grupo de Mandioca, que se nota tanto en Spinettalandia y sus amigos, como en el álbum anterior, el último de Almendra. Fueron precisamente los dos invitados principales de Spinetta en el álbum, Pappo y Miguel Abuelo, quienes comenzaron a evidenciar en sus canciones el efecto de las drogas. Por su parte, en Spinetta, el LSD acentuó el surrealismo al que él había adherido desde un inicio:

"Está claro que los ácidos estimularon el surrealismo. Y que Javier Martínez (Manal) y Edelmiro Molinari (Color Humano) llevaron esas imágenes al rock de castellano, lo inventaron como poesía”, plantea el guitarrista glam Carca. Manuel Moretti, voz de Estelares, agrega: “En esa época hubo todo un coletazo de las teorías psicoanalíticas, surrealistas y hippies que venían trabajando desde antes y que planteaban la apertura de la conciencia hacia otros estadios”. Quizás una buena síntesis de toda aquel cúmulo de información y posibilidades haya sido Spinettalandia y amigos, un álbum subestimado en su momento que sin embargo logró convertir una restricción (la obligación de entregar una grabación por contrato) en oportunidad alquimista: diseminar la luminosidad del Flaco entre los arrebatos hendrixeanos de Pappo. El encuentro no volvería a repetirse.

RCA lanzó el disco en marzo de 1971, pero la empresa no respetó el diseño de tapa ni el título original y lo tituló sucesivamente Almendra, Luis Alberto Spinetta y La búsqueda de la estrella, lo que llevó a un juicio de los ex Almendra que perdió la discográfica, debido a lo cual lo retiró del mercado. Recién en 1995 el álbum sería publicado por la empresa Sony tal como fue concebido originalmente. 
Luego de grabar el disco Spinetta le regaló su apreciada guitarra acústica a Pappo, buscando transmitirle que él estaba buscando otro estilo artístico y de vida, que no fuera el del negocio musical y la fama, pero tampoco el de "sexo, drogas y rock and roll" y la negatividad:

Le regalé a 'Pappo' mi guitarra 'Dow' (sic)... con la que compuse las canciones más hermosas que hice para Almendra... Para mí era una forma de mostrarle a "Pappo" que no existían solamente las guitarras con el volumen al mango. Que así como él me había inculcado algo de esa dureza del rock pesado, y la mano, copar y todo eso, por otro lado yo trataba de demostrarle que existía una fuente de ternura que él no podía ignorar.
Luis Alberto Spinetta

Spinetta se enteraría después que Pappo vendió la guitarra que le había regalado. El 18 de marzo de 1971 se fue con Pomo y dos chicas a un viaje con destino indeterminado que abarcó Brasil, Estados Unidos y Europa durante seis meses. A la vuelta formaría Pescado Rabioso.

## El tema
El tema es el sexto track (último del Lado A) del álbum Spinettalandia y sus amigos. Se trata de un tema lento interpretado solo por Spinetta, quien toca el piano y canta una clásica melodía spinetteana.
Se trata de un tema central en el disco, que Spinetta eligió ubicar como último del Lado A y que en la reedición de 1981 fue utilizado para titular el álbum. El título, remite al estado de búsqueda, personal y artística, en que se encontraba Spinetta en ese momento de su vida, qué él mismo define como de fractura, de caos, de pérdida emocional y de desorientación:

Sin dudas, fue mi etapa más oscura. Había fracasado Almendra. Fracasado con Tórax, el intento de crear otro grupo verdaderamente organizado. Había roto prácticamente con mi familia y ya no estaba la mujer que había inspirado "Muchacha ojos de papel". Me deshice en todos eso fragmentos. Me aboqué a la realización de un álbum experimental. Hay flautas, hay aplausos, hay voces, conversaciones. Un poco de caos que, digamos, me abrazaba en ese entonces.
Luis Alberto Spinetta

"La búsqueda de la estrella" viene inmediatamente después de "Estrella". Ambos contrastan fuertemente. Mientras que "Estrella" es un tema instrumental, festivo y comunitario, "La búsqueda de la estrella" es una canción angustiosa que Spinetta interpreta en solitario, acompañándose únicamente con el piano.
Con un punto de vista narrativo que se va desplazando constantemente, la letra transmite la desorientación y la angustia del autor, que se ve bajando escaleras "sin mirar", con su mente quedada "en las desgracias", viviendo en una ciudad "que solo muestra el sol en las ventanas" y con problemas para recordar ("la memoria me resulta complicada"). El cantante se habla a sí mismo cuando dice:

Después de todo tú eres la única muralla
si no te saltas nunca darás
un solo paso.
"La búsqueda de la estrella" (fragmento)

Poco después el autor vuelve a cambiar el punto de vista narrativo y le confiesa a alguien de gran importancia pero que no identifica, que toda la música suena por ti:

Por favor tu mano alada
toda la música que cuelga,
suena por ti.
"La búsqueda de la estrella" (fragmento)

Cuando la canción casi ha terminado, Spinetta toca un último acorde disonante y termina la canción con una pregunta, en la que a su vez busca el aval de otra persona:

¿Te parece?
"La búsqueda de la estrella" (fragmento

La figura de la estrella, más allá del simbolismo tradicional como punto de orientación, es también muy simbólica para Spinetta, porque desde muy pequeño asociaba esa imagen con su madre:

Pregunta: ¿Qué más, allá en el fondo de tus días?
Spinetta: Tenía pensamientos en donde mi madre era una estrella que brillaba en lo infinito.

Finalmente, en su siguiente álbum, Desatormentándonos, que grabara con Pescado Rabioso, Spinetta vuelve a mencionar la estrella en el sobre del mismo, diciendo:

El pueblo es la estrella mágica.
Luis Alberto Spinetta, Sobre de Desatormentándonos (1972)

La periodista Sandra Russo, que fuera jefa de prensa de Almendra cuando se reunieron en 1980, en un artículo escrito pocos días después de la muerte de Spinetta, reflexionó sobre "la dimensión spinetteana de la vida" y contó su relación con "La búsqueda de la estrella":

Hay muchos temas de Spinetta que jamás me abandonaron ni abandoné. No son los clásicos temas que uno recuerda porque ese día se enamoró de alguien. Más bien, son canciones que evocan algo profundo de uno, algo constante y mutante al mismo tiempo: eso es la búsqueda, siempre. Un gran libro, una gran canción, una obra de arte puede desencajarnos, desestabilizarnos, movernos las ideas fijas, revelarnos, en fin, algo completamente nuevo. Me pasó de muy chica, escuchando “La búsqueda de la estrella”, la parte que dice “después de todo tú eres la única muralla. Si no te saltas, nunca darás un solo paso”. Lo escuché decenas de noches de diferentes épocas de mi vida, no es que esto pertenezca al pasado, no es que se trate de algo que se fue con la adolescencia, porque todavía hoy, cuando algún tigre me asalta en la lluvia, me doy fuerza cantando a Spinetta.
Sandra Russo